# Inkigayo
Inkigayo (hangul: 인기가요), även känt under den engelska titeln The Music Trend, tidigare Popular Song (innan 2007), är ett sydkoreanskt TV-program som direktsänds varje söndag på SBS.

## Beskrivning
Varje vecka framträder utvalda artister live på scen med sina nya låtar i programmet och tävlar om första plats. Artisterna tilldelas poäng som till störst del baseras på försäljningsstatistik försedd av Gaon Chart vilket utgör 60% av den totala poängen och är uppdelat i 55% digital nedladdning av singeln och 5% fysisk försäljning av albumet som låten tillhör. 35% av poängen baseras på visningsantalet som singelns officiella musikvideo har uppnått på Youtube, medan 5% av poängen baseras på omröstning på internet som genomförs inför varje nytt avsnitt via musiktjänsten MelOn.
Tillsammans med liknande program som sänds under veckan på andra TV-kanaler är Inkigayo en av de främsta plattformarna för marknadsföring av ny musik i Sydkorea. Redan etablerade skivbolag och artister har större chans att få medverka i programmen då det bland annat ger högre tittarsiffror.

## Flest vinster
| Plats | Artist            | Antal | Debut |
| ----- | ----------------- | ----- | ----- |
| 1     | Big Bang          | 30    | 2006  |
| 2     | Girls' Generation | 27    | 2007  |
| 3     | g.o.d             | 25    | 1999  |
| 4     | Shinhwa           | 24    | 1998  |
| 5     | Yoo Seung-jun     | 21    | 1997  |
| 6     | TVXQ              | 20    | 2003  |
| 7     | Super Junior      | 18    | 2005  |
| 8     | 2NE1              | 17    | 2009  |
| 8     | SHINee            | 17    | 2008  |
| 9     | Im Chang-jung     | 14    | 1995  |
| 9     | Lee Hyori         | 14    | 2003  |
| 9     | IU                | 14    | 2008  |
| 9     | EXO               | 14    | 2012  |
| 10    | SG Wannabe        | 13    | 2004  |

## Liknande program
- The Show — tisdagar på SBS MTV
- Show Champion — onsdagar på MBC Music
- M! Countdown — torsdagar på Mnet
- Simply K-pop — fredagar på Arirang TV
- Music Bank — fredagar på KBS
- Show! Music Core — lördagar på MBC